# Dirty Looks
Dirty Looks fue una banda de hard rock de San Francisco, Estados Unidos.

## Historia
El vocalista y guitarrista Henrik Ostergaard y el bajista Jimmy Chartley viajaron a San Francisco para formar Dirty Looks en 1984. Boyd Baker se uniría a ellos un año después.
La banda inicialmente constaba de Paul Lidel (guitarra), Jack Pyers (bajo) y Gene Barnett (batería). El resultado fue el disco Cool From The Wire, que logró ubicarse en las listas de la Billboard. El video de la canción 'Oh Ruby' obtuvo buena rotación en el canal MTV. 
Para el disco siguiente, se presentaron algunos conflictos con el productor Beau Hill, por lo que las grabaciones originales de Turn Of The Screw fueron borradas, sin embargo, la nueva grabación del disco se convirtió en su más exitosa producción, escalando aún más en las listas Billboard.
En 1993 se produce la primera ruptura de la agrupación, que un año después, Ostergaard reformaría para grabar el disco Chewing on the Bit, al igual que dos producciones más en 1996. 

## Discografía
- Dirty Looks (1980)
- I Want More (1986)
- Inyourface (1987)
- Cool From The Wire (1988)
- Turn Of The Screw (1989)
- Bootlegs (1991)
- Five Easy Pieces (1992)
- Chewing On The Bit (1994)
- One Bad Leg (1994)
- Rip It Out! (1996)
- Slave To The Machine (1996)
- Gasoline (2007)
- Superdeluxe (2008)
- I.C.U. (2010)